# ビリヤード・ハナブサへようこそ
『ビリヤード・ハナブサへようこそ』は、日本の小説家内山純による推理小説である。
第24回鮎川哲也賞受賞作。単行本は、2014年10月17日に東京創元社より刊行された。単行本の装幀は柳川貴代、装画は龍神貴之による。文庫版は、2018年2月28日に創元推理文庫より刊行された。文庫版の装幀は西村弘美、装画はおとないちあきによる。
本作のタイトルは、受賞時に『Bハナブサへようこそ』から『B（）ハナブサへようこそ』に改題され、文庫化時に『ビリヤード・ハナブサへようこそ』に改題されている。
著者の内山は「ビリヤードはほとんどできないが、ビリヤード愛好家が話をする場所には何度も顔を出している」「テケテケ、マスワリなど、言葉自体がミステリなのでこれは面白いと思った」と語っている。

## あらすじ
大学院生の央は、ビリヤードの世界チャンピオンに輝いたことがある英雄一郎が経営するビリヤード場〈ビリヤード・ハナブサ〉でアルバイトをしている。佐藤、小西、木戸ら常連客は、いつも何かしら議論をしながらプレーをしており、それぞれが遭遇した不思議な事件などについて、プレーそっちのけで議論をしたり、推理談義に花を咲かせたりしていることもしばしばである。央は、彼らの話を止めるいわれもないので、話に耳を傾けることになる。そのうち、央は閃いて自分の推理を披露する。

## 主な登場人物
中央
〈ビリヤード・ハナブサ〉の学生アルバイト。
英雄一郎
〈ビリヤード・ハナブサ〉のオーナー。
佐藤
常連客。老人。
小西
常連客。珈琲専門店のマスター。
木戸
常連客。女性。

## 書評
第24回鮎川哲也賞選評において、選考委員の北村薫「ビリヤードと謎との繋がりが知的に処理されている」「まことに品よくまとまりつつも、実はしたたかである」、近藤史恵「最初は謎めいたキャラクターに設定しておいて、個性を小出しにしていくところもうまく、つい、にやりとさせられてしまう」、辻真先「他の3作に比べて間違いなく出来がいい」「人物像の描写に過不足がなく、謎は軽めだがバラエティを考えてある」とそれぞれ評している。